# Cause of Death
Cause of Death är det amerikanska death metal-bandet Obituarys andra studioalbum, utgivet 1990 av skivbolaget R/C Records.

## Låtlista
1. "Infected" – 5:34
2. "Body Bag" – 5:48
3. "Chopped in Half" – 3:43
4. "Circle of the Tyrants" (Celtic Frost-cover) – 4:24
5. "Dying" – 4:29
6. "Find the Arise" – 2:49
7. "Cause of Death" – 5:38
8. "Memories Remain" – 3:44
9. "Turned Inside Out" – 4:56

- Text: John Tardy (spår 1–3, 5–9), Tom G. Warrior (spår 4)
- Musik: Donald Tardy (spår 1–3, 5, 6, 8, 9), Trevor Peres (spår 1–3, 5–9), Tom G. Warrior (spår 4), Allen West (spår 7)

Bonusspår på 1998-utgåvan
1. "Infected" (demo-version) – 4:16
2. "Memories Remain" (demo-version) – 3:34
3. "Chopped in Half" (demo version) – 3:45

## Medverkande
Musiker (Obituary-medlemmar)
- John Tardy – sång
- James Murphy – sologitarr
- Trevor Peres – rytmgitarr
- Frank Watkins – basgitarr
- Donald Tardy – trummor

Produktion
- Scott Burns – producent, ljudtekniker, ljudmix
- Obituary – producent
- Mike Fuller – mastering
- Patricia Mooney – omslagsdesign
- Michael R. Whelan – omslagskonst
- Rob Mayworth – logo
- Tim Hubbard – foto
- Carole Segal – foto
- Shaun Clark – foto